# Фундаментальна область

Ґратка на комплексній площині та її фундаментальна область (фактор-простір — тор).

Фундаментальною областю групи рухів G називається така множина F точок простору, що для будь-якої точки x простору є рівно одна точка її G-орбіти в F.
Квадрат {\displaystyle [0,1)\times [0,1)} є фундаментальною областю {\displaystyle \mathbb {R} ^{2}} по відношенню до групи
{\displaystyle \mathbb {Z} ^{2}}.
Точку {\displaystyle (x,y)\in \mathbb {R} ^{2}} можна записати у вигляді
{\displaystyle (u+n,v+m)} з {\displaystyle (u,v)\in [0,1)\times [0,1),(n,m)\in \mathbb {Z} ^{2}}.
Якщо задано дію групи {\displaystyle G} на топологічному просторі X за допомогою гомеоморфізмів, фундаментальна область для таких дій — це множина {\displaystyle D} представників орбіт. Звичайно потрібно, щоб ця множина була топологічно простою і задавалася одним з кількох конкретних способів. Звичайна умова — щоб {\displaystyle D} була майже відкритою множиною в тому сенсі, що {\displaystyle D} має бути симетричною різницею відкритої множини в {\displaystyle G} зі множиною нульової міри для деякої (квазі) інваріантної міри на {\displaystyle X}. Фундаментальна область завжди містить вільну регулярну множину {\displaystyle U}, відкриту множину, яка пересувається дією {\displaystyle G} в незв'язні копії і майже так само, як {\displaystyle D}, є орбітами. Часто потрібно, щоб {\displaystyle D} було повною множиною представників суміжних класів із деякими повтореннями, але щоб повторювана частина мала нульову міру. Це звичайна ситуація в ергодичних теоріях. Якщо фундаментальна область використовується для обчислення інтеграла на {\displaystyle X/G}, множина нульової міри ролі не грає.
Наприклад, якщо {\displaystyle X} є евклідовим простором {\displaystyle \mathbb {R} ^{n}} розмірності {\displaystyle n} і {\displaystyle G} — ґратка {\displaystyle \mathbb {Z} ^{n}}, що діє на ній як паралельне перенесення, фактор-прострором {\displaystyle X/G} буде {\displaystyle n}-вимірний тор. Можна взяти за фундаментальну область {\displaystyle D[0,1)^{n}}, що відрізняється від відкритої множини {\displaystyle (0,1)^{n}} на множину нульової міри, або замкнутий одиничний куб {\displaystyle [0,1]^{n}}, межа якого складається з точок, орбіти яких мають більше одного представника в {\displaystyle D}.